# Dalneretjensk

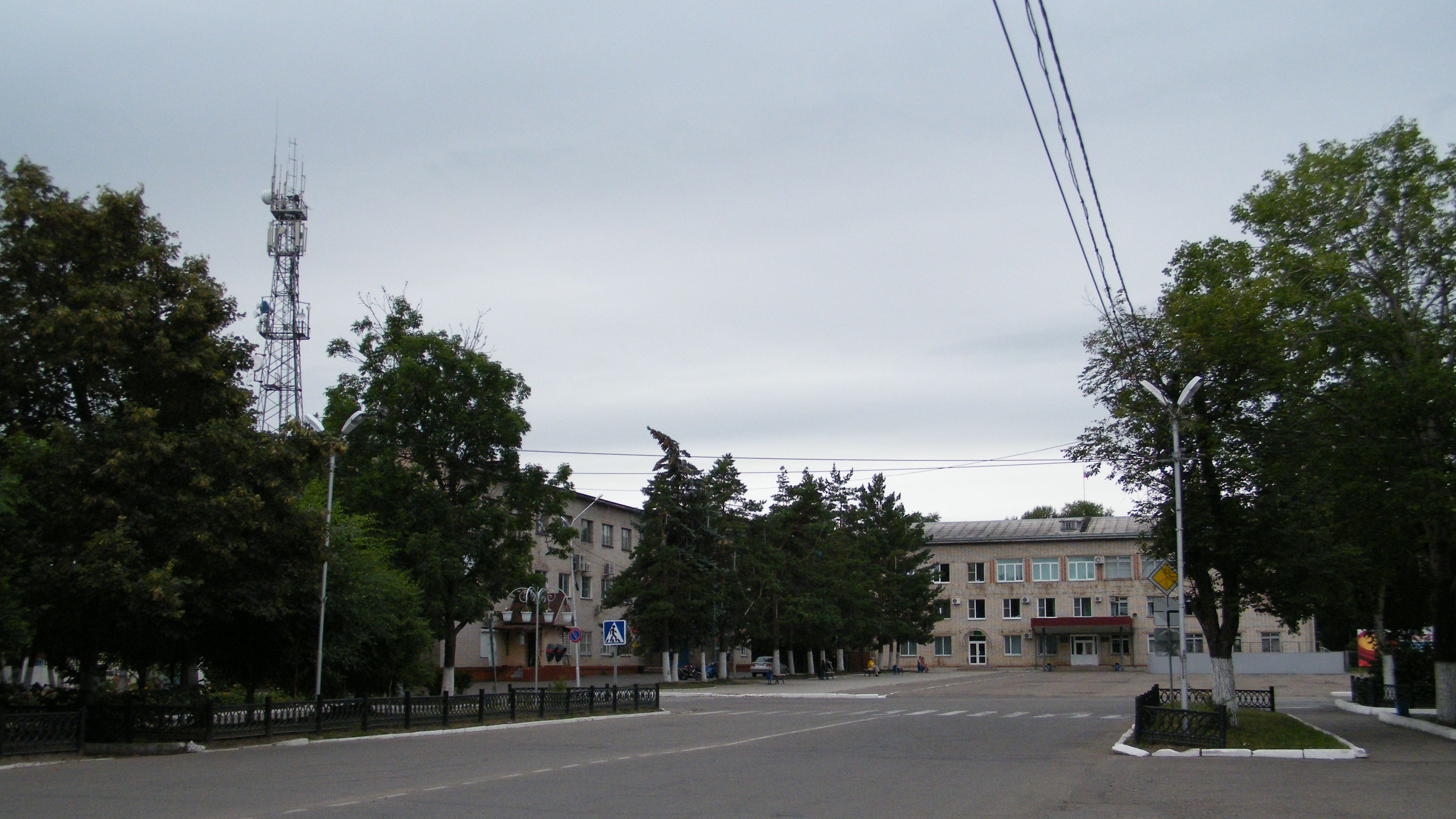
Administrationsbyggnad i Dalneretjensk.

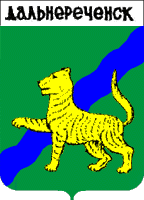
Stadens vapen.

Dalneretjensk (ryska: Дальнере́ченск) är en stad i Primorje kraj i östligaste Ryssland. Stadens folkmängd uppgick till 26 461 invånare i början av 2015, med totalt 29 314 invånare inklusive omgivande landsbygd som administreras av staden.
Den grundades av Bajkalkosackiska bosättare 1895. 1917 blev det en stad, som drabbades hårt av ryska inbördeskriget. Fram till 1972 var stadens namn Iman (ryska: Иман; koreanska: 이만, (Iman); kinesiska: 伊曼, Jiman) men som del i en förryskningskampanj ändrades det. Dagens namn betyder bokstavligen "en plats vid en avlägsen flod". Den lever mest av trä- och livsmedelsindustri. 
Det finns många monument i staden som minner om kriget. Dalneretjensk har en järnvägsstation längs transsibiriska järnvägen.